# 665 Sabine
665 Sabine је астероид главног астероидног појаса са пречником од приближно 51,09 .
Афел астероида је на удаљености од 3,680 астрономских јединица (АЈ) од Сунца, а перихел на 2,615 АЈ.
Ексцентрицитет орбите износи 0,169, инклинација (нагиб) орбите у односу на раван еклиптике 14,738 степени, а орбитални период износи 2040,143 дана (5,585 година).
Апсолутна магнитуда астероида је 8,10 а геометријски албедо 0,389.
Астероид је откривен 22. јула 1908. године.